# Marie-Louise Lachapelle
Marie-Louise Lachapelle (París, 1 de gener de 1769 - 4 d'octubre de 1821) va ser una obstetra francesa que va arribar a ocupar el càrrec de cap d'obstetrícia a l'Hôtel-Dieu de París, l'hospital més antic de la ciutat. Va publicar llibres de text sobre l'anatomia de la dona, ginecologia i obstetrícia. Era contrària a l'ús de fòrceps i va escriure Pratique des accouchements, que es va convertir durant molt de temps en el text d'obstètrica estàndard, i en què va promoure els parts naturals. Lachapelle és generalment considerada com la mare de l'obstetrícia moderna.

## Vida
Lachapelle era filla única d'una coneguda llevadora, Marie Jonet, i de Louis Dugès, un funcionari de salut. A més, la seva àvia també fou llevadora. Molt jove començà a treballar de llevadora gràcies als ensenyaments rebuts des de molt nena de la seva mare. El 1792, es va casar amb un cirurgià que treballava a l'Hôpital Saint-Louis.
Entre 1792 i 1795, donà a llum la seua única filla i deixà de treballar. Però la mort del seu marit, esdevinguda després de tres anys de matrimoni, la converteixen en l'única responsable del manteniment de la seva filla, la qual cosa va suposar haver de tornar a treballar com a llevadora.
La seua filla trencà la tradició familiar i entrà en un convent.
Lachapelle va morir de càncer d'estómac el 1821 després d'una curta malaltia.

## Carrera
Mentre la seva mare encara vivia, s'havia reorganitzat la sala de maternitat, i Lachapelle assistia a la seva mare com a llevadora cap associada. A l'edat de dotze anys, ja assistia en parts complicats.
Després de la mort de la seva mare, Lachapelle va heretar la posició que aquesta tenia com a cap a l'Hôtel-Dieu, l'hospital públic més gran de París, el 1797. L'hospital assistia als pobres i rebia suport econòmic de Notre Dame de París. Era el millor hospital obstètric del seu temps i era conegut per la seva escola de llevadores.
Passà part de 1796 i 1797 ampliant els estudis d'obstetrícia amb Franz Naegele.
Jean-Louis Baudelocque es va adonar de la necessitat d'una escola organitzada de llevadores. A causa de l'experiència mèdica de Lachapelle i la seva reputació, se li va sol·licitar que dirigís la nova escola normal de llevadores, i hospital de nens que el govern de Napoleó va establir a Port Royal, anomenat La Maternitat. Amb la finalitat d'incrementar encara més els seus coneixements en obstetrícia, Lachapelle va anar a Heidelberg per estudiar, i després va tornar a París, on es va convertir en cap de la maternitat i hospital de nens del nou Hospici de la Maternitat, una branca de l'Hôtel-Dieu de Port-Royal.
Lachapelle va morir sense acabar el seu llibre, que va ser finalitzat pel seu nebot Antoine Louis Dugès, també obstetra, que el va publicar el 1825 amb el títol Pratique des accouchements; ou Mémoires et observaciones choisies, sur les points les plus importants de l'art;; el llibre va ser molt influent en tot el segle xix. En aquest llibre és on es va posar en evidència el seu rebuig a la utilització de fòrceps en el part per a la majoria dels casos i va advocar per una intervenció mínima dels metges durant el part.